# 다와
다와(아랍어: دعوة, 초대)는 보통 이슬람교의 전도를 의미한다. 다와를 행하는 무슬림은 다이(dā‘ī)라고 한다. 다이는 대화의 과정을 거쳐서 이슬람교를 사람들에게 이해시켜서 초대하며, 가끔 선교사와 같은 범주로 분류된다.

## 초기 이슬람
다와라는 용어는 꾸란에서 심판의 날때 죽은 이들을 불러 일으키는 것을 의미한다. 꾸란에서 이 용어가 사용될때는 일반적으로 알라의 초대란 뜻이다. 이러해서 이 용어가 초기 이슬람교에서 사용됐을때, 그것은 점점 그 메시지의 내용으로 언급됐다.
다와는 또한 무슬림의 삶의 모든 측면에서 더 큰 신앙심을 추구하는 동료 무슬림들을 적극적으로 장려하는 의무라고 묘사된다.

## 다와의 목적
이슬람교 신학에서, 다와의 목적은 무슬림들과 무슬림이 아닌 이들이 모두 꾸란에 나타난 알라의 숭배를 이해하게 하기 위해 초청하는 것이다. 다와는 이슬람 공동체를 강화하게 하는 이슬람 개종인을 만들어낸다.
다와는 무함마드가 꾸란의 메시지를 인류에게 퍼뜨린 방법이다. 무함마드 후에, 그의 추종자들이나 이슬람 공동체들은 당대의 사람들에게 다와의 책임을 맡게 했다. 그들은 꾸란이 어떻게,왜 일신교를 설명하고 있는지에 대한 정보를 전달함으로써 꾸란의 메시지를 전달한다.

## 같이 보기
- 이슬람교
- 알라
- 꾸란